# Liste de chansons pacifistes
Voici une liste non exhaustive de chansons pacifistes et pour la non-violence. Beaucoup sont des morceaux de protestations, contre les civils innocents tués, par exemple.

## Liste

### 0–9
- 2 + 2 = ? (1968) – Bob Seger System[1]
- 7 O'Clock News / Silent Night (1966) – Simon and Garfunkel[2],[3]
- 19 (1985) – Paul Hardcastle[4]
- 21st Century Schizoid Man (1969) – King Crimson[1]
- 99 Luftballons (1983) – Nena[5]

### A
- A Hard Rain's a-Gonna Fall (1963) – Bob Dylan[6]
- A Simple Desultory Philippic (or How I Was Robert McNamara'd into Submission) (1965) – Paul Simon[2],[7]
- Accidental Racist (2013) – Brad Paisley featuring LL Cool J[8]
- Ain't Gonna Study War No More (1956) – Pete Seeger[9]
- All Join Our Hands (1987) – White Lion[10]
- All She Wants to Do Is Dance (1984) – Don Henley[5]
- American Woman (1969) – The Guess Who[5]
- A Nabatiyeh (2008) - Gerard Delahaye
- And the Band Played Waltzing Matilda (1971) – Eric Bogle[11]
- Angel of War – Yusuf Islam[12]
- Au suivant (1963 et 1966) - Jacques Brel

### B
- Baghdad (1991) – The Offspring[13],[14]
- The Beat of Black Wings (1988) – Joni Mitchell[15]
- Bloody Sunday (1979) – Stiff Little Fingers[16]
- Blowin' in the Wind (1963) – Bob Dylan[5],[6],[17],[18]
- B.O.B. (Bombs over Baghdad) (2000) – OutKast[18],[19]
- Bombs Are Back in Vogue (2002) – The Herd[20]
- Boom! (2002) – System of a Down[19]
- Born in the U.S.A. (1984) – Bruce Springsteen[21],[22]
- Bring Them Home (1966) – Pete Seeger[1],[23],[24]
- Brothers in Arms (1985) – Dire Straits[22]
- Bullet the Blue Sky (1987) – U2[5]
- Bush War Blues (2006) – Billy Bragg[23]
- B.Y.O.B. (2005) – System of a Down[8]

### C
- Cease Fire (2012) – Christina Aguilera[8]
- Christmas Morning (1999) – Loudon Wainwright III[25]
- Civil War (1990) – Guns N' Roses[26]
- La Colombe (1959) – Jacques Brel[27]
- Congratulations (You Sure Made a Man out of Him) (1971) – Arlene Harden[28]

### D
- Dancing in the Street (1977) – Grateful Dead[29]
- Darkness, Darkness (1969) – The Youngbloods[30]
- The Day After Tomorrow (2004) – Tom Waits[31]
- Le Déserteur (1954) – Boris Vian[27],[32]
- Les Deux Oncles (1964) - Georges Brassens
- Draft Dodger Rag (1965) – Phil Ochs[33]
- Draft Resister (1969) – Steppenwolf[1]
- Dry Drunk Emperor (2005) – TV on the Radio[23]
- Dying Butterfly (1995) – Fast Planet[34]

### E
- Enola Gay (1980) – Orchestral Manoeuvres in the Dark[22]
- Eve of Destruction (1965) – Barry McGuire[1],[23],[35]
- Everybody's Gone to War (2005) – Nerina Pallot[23]

### F
- The Fiddle and the Drum (1969) – Joni Mitchell[36]
- Find the Cost of Freedom (1970) – Crosby, Stills, Nash and Young[1]
- For What It's Worth (1967) – Buffalo Springfield[22],[35]
- Fortunate Son (1969) – Creedence Clearwater Revival[1],[37]
- From a Distance (1991) – Bette Midler[5]

### G
- Generals and Majors (1980) – XTC[38]
- Get Here (1990) – Oleta Adams[5]
- Giroflée, Girofla – Rosa Holt[39]
- Give Peace a Chance (1969) – John Lennon[1],[3],[18],[22],[35],[40]
- Good Times, Bad Times (1964) – The Rolling Stones[41]
- The Grave (2003) – George Michael[12]
- The Green Fields of France (1976) – Eric Bogle[11],[42]

### H
- Handsome Johnny (1966) – Richie Havens[1],[43]
- Head (of State) (2006) – The Coup[31]
- Hind's hall (2024) – Macklemore[44]
- Holiday (2004) – Green Day[9]
- Holy Wars... The Punishment Due (1990) – Megadeth[8]

### I
- I Ain't Marching Anymore (1965) – Phil Ochs[1],[33],[45]
- I Am Not at War with Anyone (2003) – Luka Bloom[25]
- I-Feel-Like-I'm-Fixin'-To-Die Rag (1967) – Country Joe and the Fish[3],[31],[46],[47]
- I Was Only 19 (1983) – Redgum[20]
- Imagine (1971) – John Lennon[1],[5]
- In a World Gone Mad (2003) – Beastie Boys[12],[18],[19],[48]
- In Your Name (2009) – Graham Nash[49]
- Izabella (1970) – Jimi Hendrix[50]

### J
- La Java des bombes atomiques (1955) – Boris Vian[32]
- Jimmy's Road (1992) – Willie Nelson[51]
- J'avais un copain un frère (1998) - Gerard Delahaye

### K
- Kill for Peace (1966) – The Fugs[52]

### L
- Lady of the Valley (1987) – White Lion[10]
- Lay Down (Candles in the Rain) (1970) – Melanie[37]
- Let's Impeach the President (2006) – Neil Young[13],[23]
- Light Up Ya Lighter (2006) – Michael Franti and Spearhead[13]
- Living on the Front Line (1978) – Eddy Grant[53]
- Lost in the Flood (1973) – Bruce Springsteen[21]

### M
- Machine Gun (1970) – Jimi Hendrix[50]
- Mama ŠČ! (2023) –  Let 3[54]
- March of Death (2003) – Zack de la Rocha avec DJ Shadow[13],[19]
- Masters of War (1963) – Bob Dylan[6],[22],[31],[47],[55]
- Military Madness (1971) – Graham Nash[49]
- Monster (1969) – Steppenwolf[1]
- Mrs. McGrath – chanson irlandaise interprétée par Bruce Springsteen en 2006[56]

### N
- (No) Boom Boom (2003) – Chuck D and the Fine Art Militia[36]
- Non, je ne veux pas faire la guerre (1970) – Les Poppys[57]

### O
- Oh rêve (1997) – Yannick Noah[58]
- Ohio (1970) – Crosby, Stills, Nash and Young[1],[3],[31]
- One (1988) – Metallica[59]
- One Day (2010) – Matisyahu[8]
- One More Parade (1964) – Phil Ochs[60]
- Operation Iraqi Liberation (O.I.L.) (2003) – Anti-Flag[13]

### P
- Peace Train (1971) – Cat Stevens[37]
- People Say (2006) – Portugal. The Man[31]
- Perlimpinpin (1972) - Barbara[61]
- Le Petit Soldat (1975) - Gerard Delahaye
- Les Plages de Normandie (2005) - Gerard Delahaye
- The Price of Oil (2002) – Billy Bragg[20]

### Q
- Quand un soldat (1952) – Francis Lemarque[27]

### R
- Repeater (1990) – Fugazi[31]
- Requiem for the Masses (1967) – The Association[43],[62]
- Revolution (1968) – The Beatles[5]
- Revolution (2015) – Helly Luv[8]
- The Revolution Will Not Be Televised (1970) – Gil Scott-Heron[31]
- Les Russes veulent-ils la guerre ? (1961)
- Russians (1985) – Sting[5]

### S
- Scarborough Fair / Canticle (1966) – Simon and Garfunkel[3]
- Shipbuilding (1983) – Elvis Costello[22],[63]
- The Side of a Hill (1965) – Paul Simon[64]
- Le Soldat d'Algerie' (2003) - Trio EDF
- Son of a Bush (2002) – Public Enemy[18]
- Le Soudard (1954) – Jean-Claude Darnal[27]
- Sunday Bloody Sunday (1983) – U2[22]
- Sweet Cherry Wine (1969) – Tommy James and the Shondells[30]

### T
- Talkin' Al Kida Blues (2002) – Dan Bern[25]
- The Tea Leaf Prophecy (Lay Down Your Arms) (1988) – Joni Mitchell[15]
- Tin Soldiers (1980) – Stiff Little Fingers[16]
- To Washington (2003) – John Mellencamp[36]
- Le Tocsin de Buchenwald (1958)
- Too Many Puppies (1990) – Primus[65]
- Travelin' Soldier (2002) – Dixie Chicks[14]
- Two Tribes (1984) – Frankie Goes to Hollywood[66]

### U
- Universal Soldier (1964) – Buffy Sainte-Marie[67],[68] puis Donovan[69]
- Unity (1989) – Operation Ivy[31]
- The Unknown Soldier (1968) – The Doors[37],[70]

### V
- Vietnam (1969) – T-Bone Walker[71]

### W
- Waist Deep in the Big Muddy (1967) – Pete Seeger[9]
- Waiting on the World to Change (2006) – John Mayer[23]
- War (1970) – Edwin Starr[22],[72],[73]
- War (1995) – Jonatha Brooke[25]
- The War Is Over (1968) – Phil Ochs[33]
- War Party (1982) – Eddy Grant[53]
- War Pigs (1970) – Black Sabbath[8],[22]
- Washington Bullets (1980) – The Clash[5]
- We Got to Have Peace (1971) – Curtis Mayfield[74]
- We Want Peace (2010) – Emmanuel Jal[8]
- We've Had Enough (2004) – Michael Jackson[8]
- What Are Their Names (1971) – David Crosby[49]
- What's Going On (1971) – Marvin Gaye[72],[75]
- Whatever Happened to Peace on Earth (2003) – Willie Nelson[51]
- When the Children Cry (1987) – White Lion[10]
- Where Have All the Flowers Gone? (1955) – Pete Seeger[55],[76]
- Where Is the Love? (2003) – The Black Eyed Peas[14]
- With God on Our Side (1964) – Bob Dylan[77]
- Wooden Ships (1969) – Jefferson Airplane[78]
- World Destruction (1984) – Time Zone[38]

### Z
- Zombie (1994) – The Cranberries[29]